# Les Amours interdites d'une religieuse
Pour plus de détails, voir Fiche technique et Distribution.
Les Amours interdites d'une religieuse (Immagini di un convento) est un film de nonnesploitation pornographique écrit et réalisé par Joe D'Amato, sorti en 1979.

## Synopsis
Pour ne pas être corrompue par son oncle pervers et libidineux, la comtesse Isabella de Lignate rentre dans le couvent de Santa Fiora, au fin fond de la province de Grosseto, en Toscane, afin de lui échapper. Dès son arrivée, des événements étranges s'y produisent. Dans le jardin trône notamment une statue du diable qui semble régir des pulsions lubriques chez les nonnes. La nuit, au risque d'être découvertes par leur mère supérieure, elles entremêlent leurs chairs dans des accès de crise sexuelle blasphématoires et goûtent au plaisir du sado-masochisme et du lesbianisme. Alors que le couvent se transforme en lupanar, un beau jeune homme, Carlo, est retrouvé blessé devant l'établissement religieux et il est aussitôt recueilli pour être soigné. Mais sa présence perturbe les religieuses, toutes excitées sexuellement par sa présence, et surtout la mère supérieure qui, croyant qu'il est l'incarnation du Diable car il charme toutes les filles, demande à un exorciste de le purifier. Elle demande à une nonne, Marta, de le quérir chez lui mais elle est violée dans la forêt par deux braconniers. Parvenant à s'enfuir, elle est sauvée par l'exorciseur qui la ramène au couvent. Alors qu'il tente de chasser les forces démoniaques tapies dans la maison religieuse, amenées par Carlo selon la mère supérieure, la statue du Diable se met à saigner puis se balade partout. Dès lors, toutes les religieuses possédées par lui se jettent les unes sur les autres dans un sabbat saphique incontrôlable. 
Quant à Isabella, elle succombe aux avances de Carlo, couche avec lui avant de se raviser. Elle le tue avec un couteau et sa mort met un terme à la furie sexuelle.

## Fiche technique
- Titre original : Immagini di un convento
- Titre français : Les Amours interdites d'une religieuse
- Réalisation : Joe D'Amato
- Scénario : Joe D'Amato (crédité comme Tom Salima)
- Montage : Vincenzo Vanni et Roberto Savoca
- Musique : Nico Fidenco
- Photographie : Joe D'Amato  (crédité comme Aristide Massaccesi)
- Production : Oscar Santaniello
- Société de production : Kristal Film
- Société de distribution : Orange
- Pays d'origine :  Italie
- Langue originale : italien
- Format : couleur
- Genre : nonnesploitation, pornographie, fantastique
- Durée : 102 minutes
- Dates de sortie : 
  -  Italie : 7 août 1979
  -  France : 4 février 1981

## Distribution
- Paola Senatore : la comtesse Isabella de Lignate
- Marina Hedman : sœur Marta
- Paola Maiolini : sœur Consolata
- Donald O'Brien : l'exorciste
- Aïché Nana : Mère Supérieure
- Maria Rosaria Riuzzi : sœur Giulia
- Giovanna Mainardi : sœur Veronica
- Brunello Chiodetti : Don Ascanio
- Ferruccio Fregonese
- Sylviane Anne Marie Plard
- Pietro Zardini
- Marina Ambrosini